# Marcos Cars

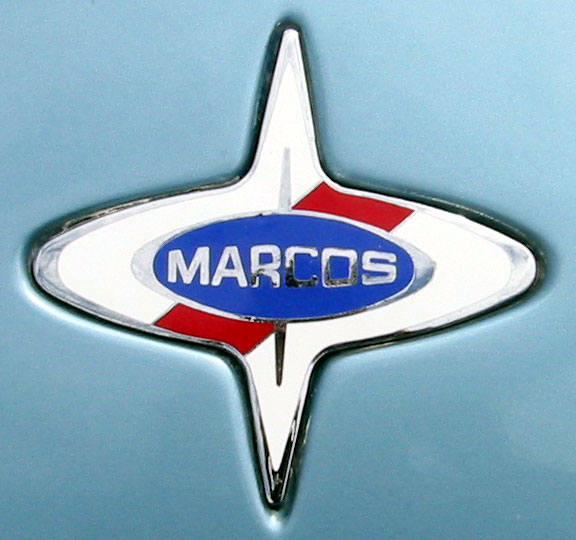
Logo

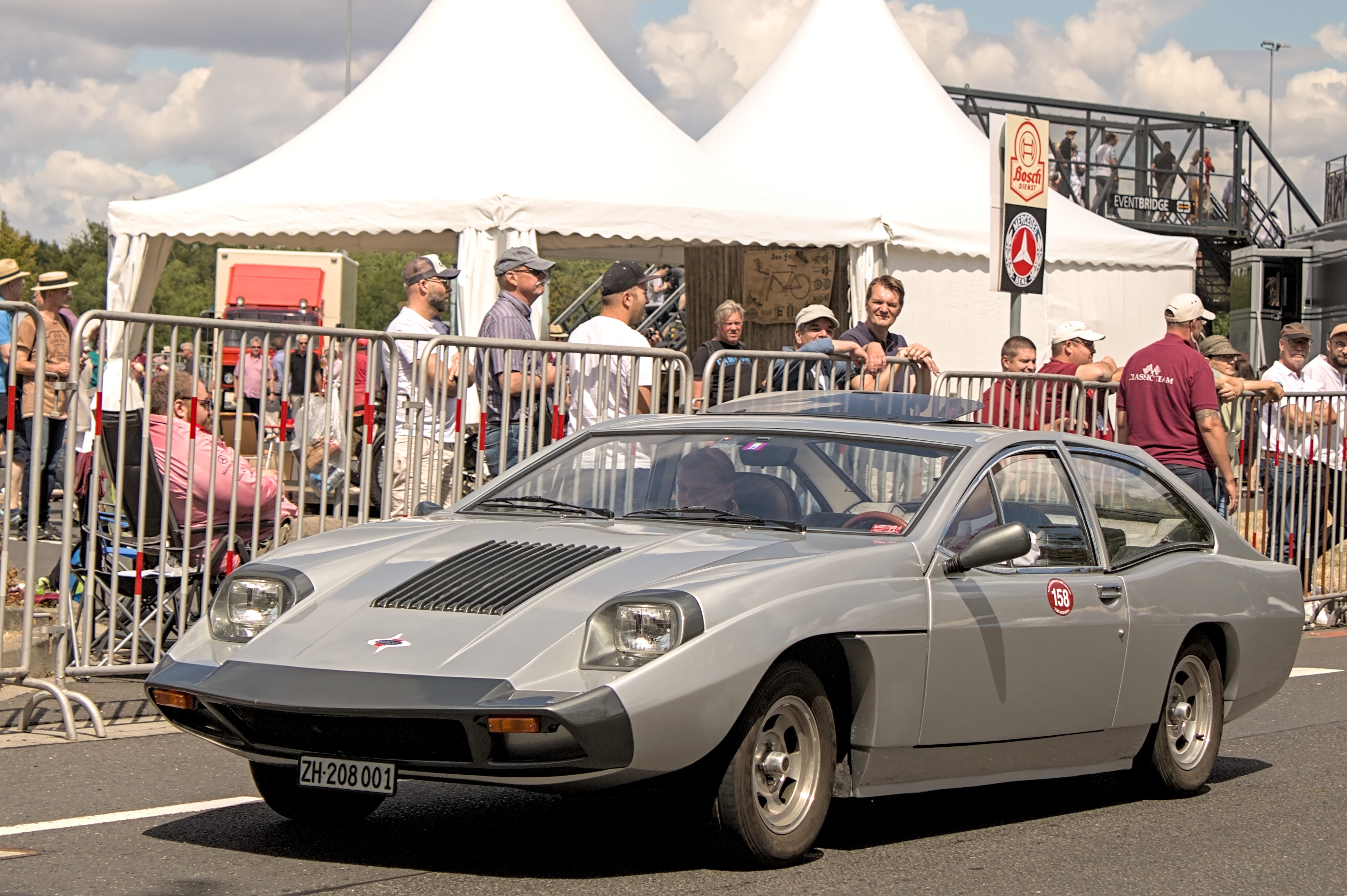
1971 Marcos Mantis

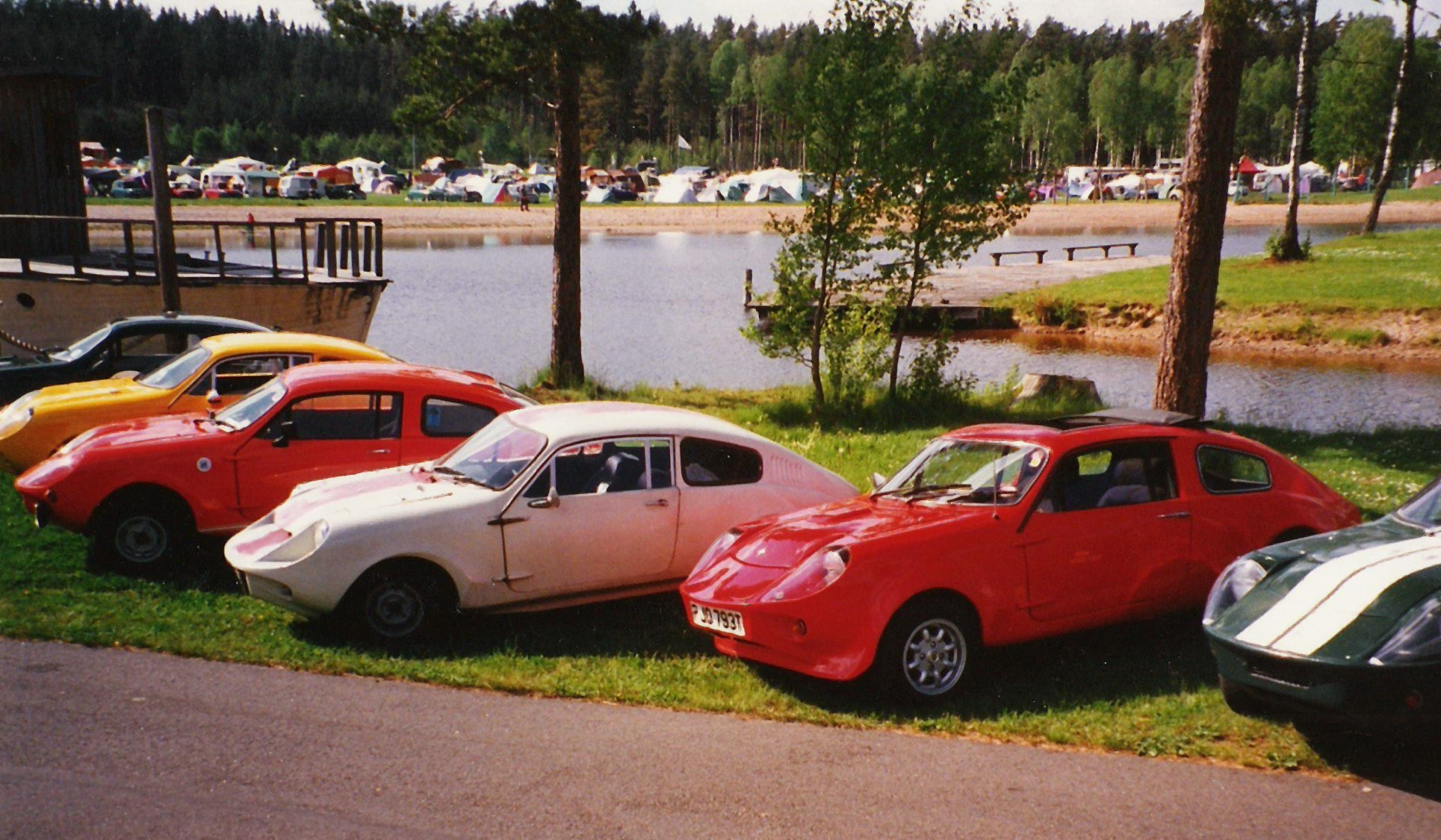
Mini Marcos’

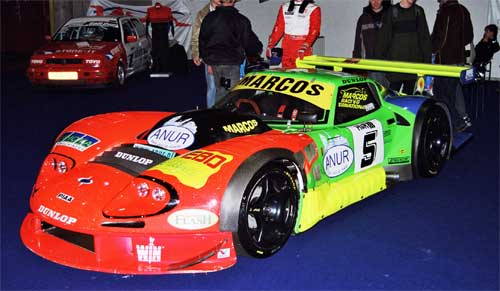
Marcos LM600

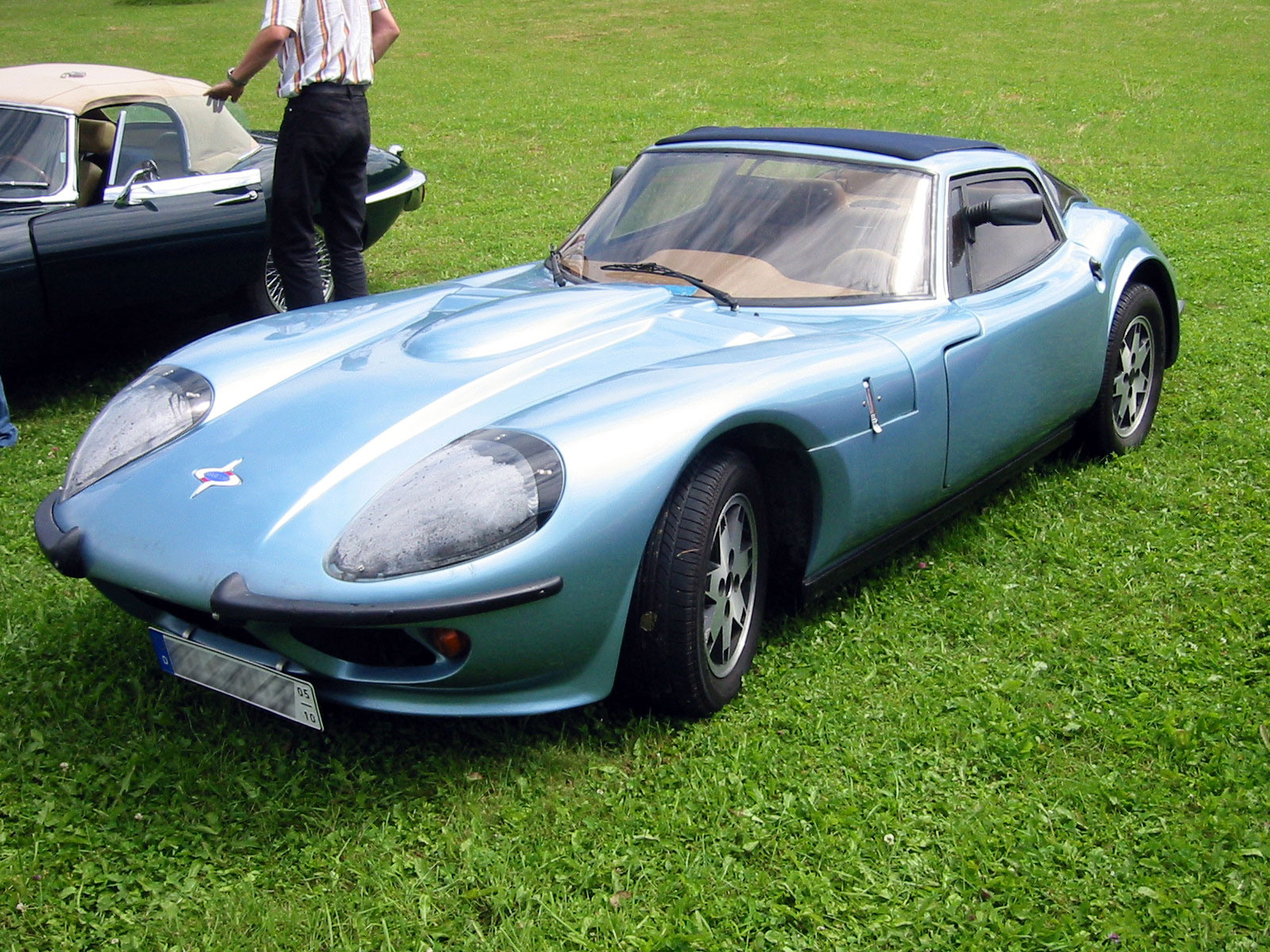
Marcos GT 2,8 V6

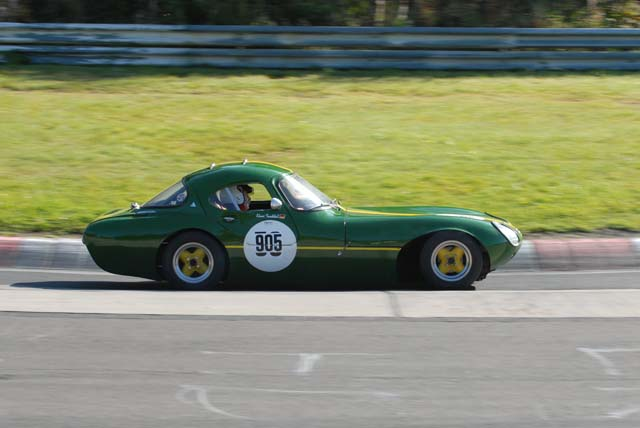
Marcos Luton Gullwing

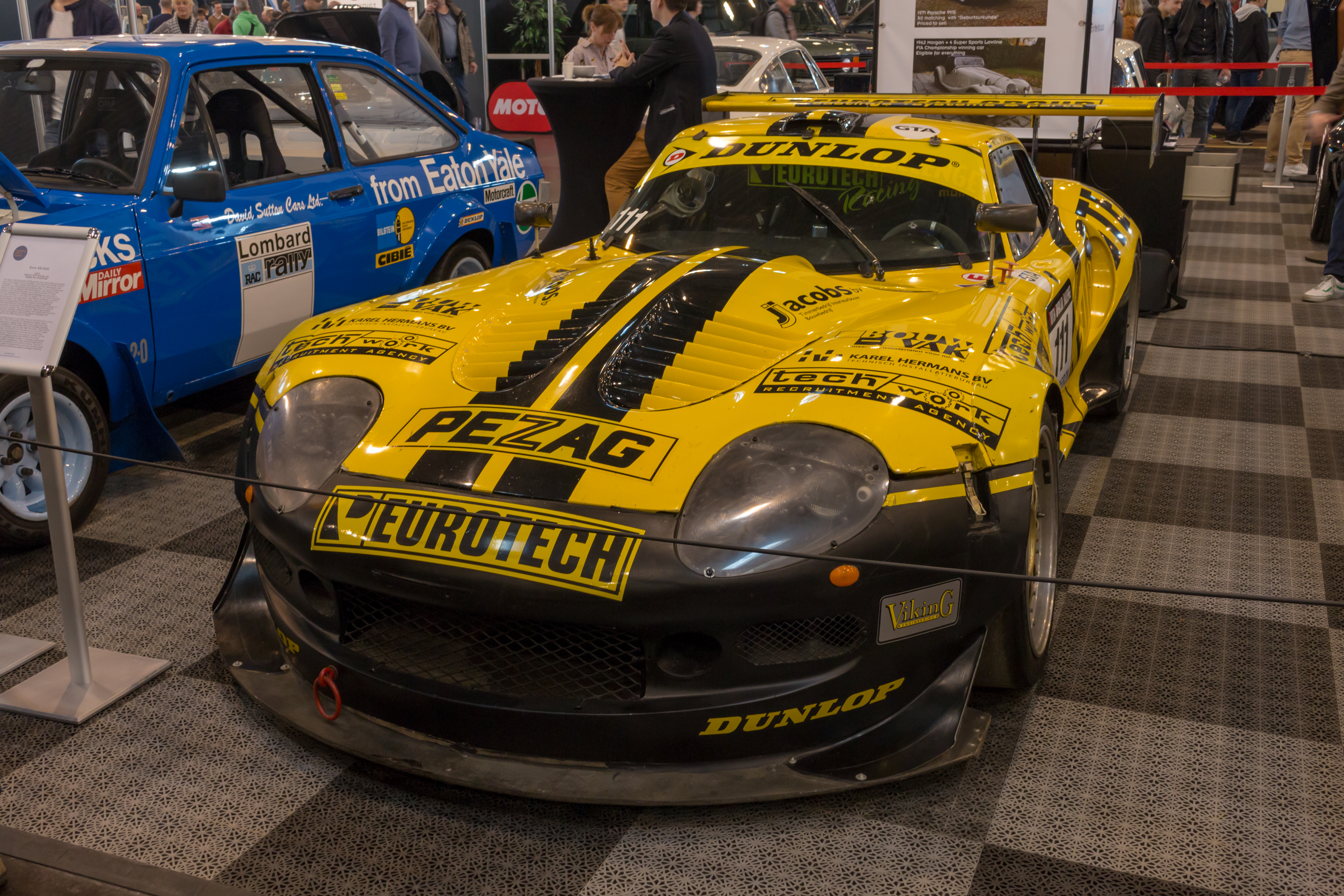
GT-Rennwagen Marcos LM

Marcos Cars ist ein ehemaliger britischer Hersteller von Sportwagen und Kit Cars.

## Geschichte
Das Unternehmen wurde 1959 von Jeremy Marsh und Frank Costin in Luton gegründet. Die beiden Firmengründer kombinierten die jeweils ersten Silben ihrer Nachnamen Marsh und Costin zu Marcos.
Frank Costin hatte zuvor an Jagdbombern von De Havilland DH.98 Mosquito gearbeitet und dabei die Idee gehabt, Sperrholz auch im Automobilbau für Rahmen zu verwenden. Das Werk zog 1963 nach Bradford on Avon (Wiltshire, England) und 1971 in eine Fabrik bei Westbury um.
Probleme beim Export der Fahrzeuge in die USA und der Umzug führten in den 1970er Jahren zu finanziellen Engpässen und schließlich zur Geschäftsaufgabe. Doch Marsh blieb im Automobilgeschäft, kaufte 1976 die Namensrechte an Marcos zurück und wagte 1981 einen Neustart mit dem Marcos V6 Coupé, der als Kit zum Selbstbau vertrieben wurde.
Im Jahr 2000 ging Marcos erneut in Konkurs, baute seit 2002 jedoch dank des Kanadiers Tony Stelliga, der das Unternehmen kaufte, wieder Autos. Während die Straßenfahrzeuge in Kenilworth (Warwickshire, England) hergestellt wurden, wurde die Produktion von Rennwagen nach Zwaagdijk in den Niederlanden verlegt. Am 9. Oktober 2007 wurde bekanntgegeben, dass die Fahrzeugproduktion eingestellt und das Unternehmen liquidiert wird. Die Situation am Markt wurde so eingeschätzt, dass keine ausreichenden Gewinne erzielt werden können.

## Modelle
Marcos stellte viele unterschiedliche Modelle vor, darunter Marcos GT (1960/61), Marcos 1000GT Gullwing (1961/62), Marcos Fastback GT (1963/64), Marcos 1800GT (ab 1964), 1500GT, 3Liter, Marcos Mantaray, Marcos Mantis, Marcos Mantis GT, Marcos LM500, Marcos LM 600, Marcos Mantara Spyder 400, Marcos Mantula, Mini Marcos, Marcos TSO GT2, Marcos TSO-GT Coupe, Marcos TSO.

### Marcos GT
Der erste Marcos, der Marcos Xylon von 1959, war ein im Anblick ungewöhnliches Auto mit Flügeltüren, vorne freistehenden Rädern und einer vierteiligen Windschutzscheibe. Für die Konstruktion war ausschließlich Frank Costin verantwortlich, der hier erstmals seine Idee eines Sperrholzmonocoques im Rennwagenbau umsetzte. Das Serienfahrzeug (1961) war im Vergleich zum Prototyp nur weniger radikal, hatte allerdings mit einer Haube abgedeckte Vorderräder und innenliegende Scheinwerfer unter Plexiglasabdeckungen. Nach nur sieben Exemplaren und dem Ausscheiden Costins aus dem Marcos-Projekt erfolgte unter Leitung der Brüder Adams eine Überarbeitung der Karosserieform zu einem gefälligeren Erscheinungsbild, das Sperrholzchassis wurde nunmehr ohne Hilfsrahmen für Motor, Vorder- und Hinterachse noch radikaler auf Leichtbau ausgelegt. Von diesem Fahrzeug, dem Luton Gullwing, wurden 13 Fahrzeuge gefertigt, die vorzugsweise im nationalen und internationalen Motorsport eingesetzt wurden.
1962 trat Marcos erstmals bei den 24 Stunden von Le Mans an. Das Luton Gullwing Coupe mit den Fahrern John Hine/Dick Prior, angetrieben von einem 1,5-Liter-Ford-Martin-12-Ventil-Motor, musste aber in der 9. Stunde mit Motorschaden (Öldruck) abgestellt werden.
Ab 1963 erfolgte eine Orientierung hin zu etwas mehr straßentauglichen Fahrzeugen, was mit dem Modell Fastback GT erreicht werden sollte. Mit 18 produzierten Einheiten des Fastback blieb allerdings auch dieser Versuch erfolglos, umso erfolgreicher indes agierte man im internationalen Motorsport, indem Marcos werkseigene Rennwagen nun häufiger auch auf dem Festland einsetzte (unter anderem zwei Werkswagen beim 500-km-Rennen Nürburgring 1963). Die Fahrzeuge wurden wahlweise von Motoren zwischen 997 cm³ und 1498 cm³ angetrieben, die von Ford England (Ford Anglia und Cortina) stammten. Bei Wettbewerbswagen kamen vorzugsweise von Cosworth oder Martin präparierte Motoren zum Einsatz. Lenkungs- und Fahrwerkskomponenten stammten vom Standard 10 sowie vom Triumph Herald. Bis 1964 wurden insgesamt 18 Fahrzeuge dieses Modells hergestellt.
Im Januar 1964 hatte der Marcos 1800 seine Premiere auf der London Motor Show. Ein völlig neues Design, das bewährte Sperrholzchassis, das allerdings völlig neu konstruiert werden musste, und ein robuster Motor von Volvo waren die Grundbausteine für den nunmehr erfolgreicheren Einstieg in die Serienfertigung eines Sportwagens, dessen Weiterentwicklung bis in die 1990er-Jahre fortgesetzt wurde. Erst 1969 gab man die Produktion des Sperrholzchassis auf, weil die ungemein zeitaufwendige Fertigung längst nicht mehr rentabel war und das kleine Unternehmen in den Ruin trieb. Als Ersatz entwickelten die Brüder Adams einen robusten, aber eben sehr konventionellen Gitterrohrrahmen, auf den die bewährte Glasfaserkarosserie nunmehr geschraubt wurde.